# Communauté de communes Action Fourmies et environs
La communauté de communes Action Fourmies et environs  est une ancienne communauté de communes française, située dans le département du Nord et la région Nord-Pas-de-Calais, arrondissement d'Avesnes-sur-Helpe.
En avril 2008, Alain Berteaux, maire de Fourmies, est élu président de la communauté de communes au bénéfice de l'âge face au candidat socialiste. Cependant, le candidat socialiste reprendra la présidence de la communauté de communes après la démission d'Alain Berteaux.

## Composition
La communauté de communes Action Fourmies et environs regroupait 4 communes :
| Code postal | Commune    | Code INSEE | Maire                                             | Population (Recensement 2009) | Superficie | Délégués |
| ----------- | ---------- | ---------- | ------------------------------------------------- | ----------------------------- | ---------- | -------- |
| 59186       | Anor       | 59012      | Joëlle Bouttefeux                                 | 3 242                         | 2 224 ha   |          |
| 59610       | Féron      | 59229      | Jean-François Baudry (vice-président de la CCAFE) | 532                           | 1 339 ha   |          |
| 59610       | Fourmies   | 59249      | Alain Berteaux                                    | 13 010                        | 2 298 ha   |          |
| 59212       | Wignehies  | 59659      | Dominique César                                   | 3 138                         | 1 386 ha   |          |
| Totaux      | 4 communes | 4 communes | 4 communes                                        | 19 922 hab.                   | 7 247 ha   | 40       |

## Historique
Le 1er janvier 2014, l'intercommunalité a disparu en fusionnant avec la communauté de communes Guide du pays de Trélon pour donner naissance à la communauté de communes du Sud Avesnois.

## Démographie

### Pyramide des âges
Comparaison des pyramides des âges de la Communauté de communes Action Fourmies et environs et du département du Nord en 2006
| Hommes | Classe d’âge   | Femmes |
| ------ | -------------- | ------ |
| 0,2    | 90 ans et plus | 1      |
| 5,9    | 75 à 89 ans    | 9,2    |
| 11,7   | 60 à 74 ans    | 13,5   |
| 22,1   | 45 à 59 ans    | 20,6   |
| 17,9   | 30 à 44 ans    | 18,1   |
| 20,5   | 15 à 29 ans    | 17,7   |
| 21,8   | 0 à 14 ans     | 19,9   |

| Hommes | Classe d’âge   | Femmes |
| ------ | -------------- | ------ |
| 0,2    | 90 ans et plus | 0,8    |
| 4,3    | 75 à 89 ans    | 7,9    |
| 10,3   | 60 à 74 ans    | 11,9   |
| 19,7   | 45 à 59 ans    | 19,4   |
| 21,1   | 30 à 44 ans    | 20,1   |
| 22,6   | 15 à 29 ans    | 21     |
| 21,6   | 0 à 14 ans     | 19     |

## Présidents
| Période | Période  | Identité        | Étiquette | Qualité                   |
| ------- | -------- | --------------- | --------- | ------------------------- |
| 2008    | En cours | Jacques Derigny | PCF       | Maire-adjoint de Fourmies |